# HD 129116
HD 129116 ist ein Doppelstern im nordöstlichen Teil von Centaurus, östlich von Menkent. Es ist auch unter der Bayer-Bezeichnung b Centauri bekannt, während HD 129116 die Kennzeichnung des Sterns im Henry-Draper-Katalog ist. Die Sterne haben einen blau-weißen Farbton und sind mit bloßem Auge mit einer scheinbaren Helligkeit von +4,01 mag schwach sichtbar. Sie befinden sich, basierend auf der Parallaxe, in einer Entfernung von ungefähr 325 Lichtjahren von der Sonne und haben eine absolute Helligkeit von −1,07. Der Doppelstern ist zu einer 93 % Wahrscheinlichkeit Mitglied der Sco OB2-Sternengruppe. HD 129116 sind Hauptreihensterne vom Typ B mit einer stellaren Klassifizierung von B3V, was darauf hinweist, dass sie an der Kernfusion von Wasserstoff beteiligt sind, um Energie zu erzeugen. Die zwei Sterne wurde in mehreren photometrischen Systemen als Standardsterne klassifiziert und scheinen nicht variabel zu sein. HD 129116 ist schätzungsweise 18 Millionen Jahre alt mit einer hohen Spinrate und einer projizierten Radialgeschwindigkeit von 129 km/s. Der Doppelstern hat das sechs bis zehnfache der Sonnenmasse und das 2,9-fache des Sonnenradius. Es strahlt bei einer effektiven Temperatur von 18.445 Kelvin das 637-fache der Leuchtkraft der Sonne aus seiner Photosphäre aus.

## Planetensystem
Im Jahr 2021 wurde mit b Centauri b ein 10,9 Jupitermassen umfassender Riesen-Exoplanet im Orbit des b Centauri durch das Paranal-Observatorium entdeckt. Er umkreist das System in einer Entfernung, die dem hundertfachen derjenigen zwischen dem Jupiter und unserer Sonne entspricht.

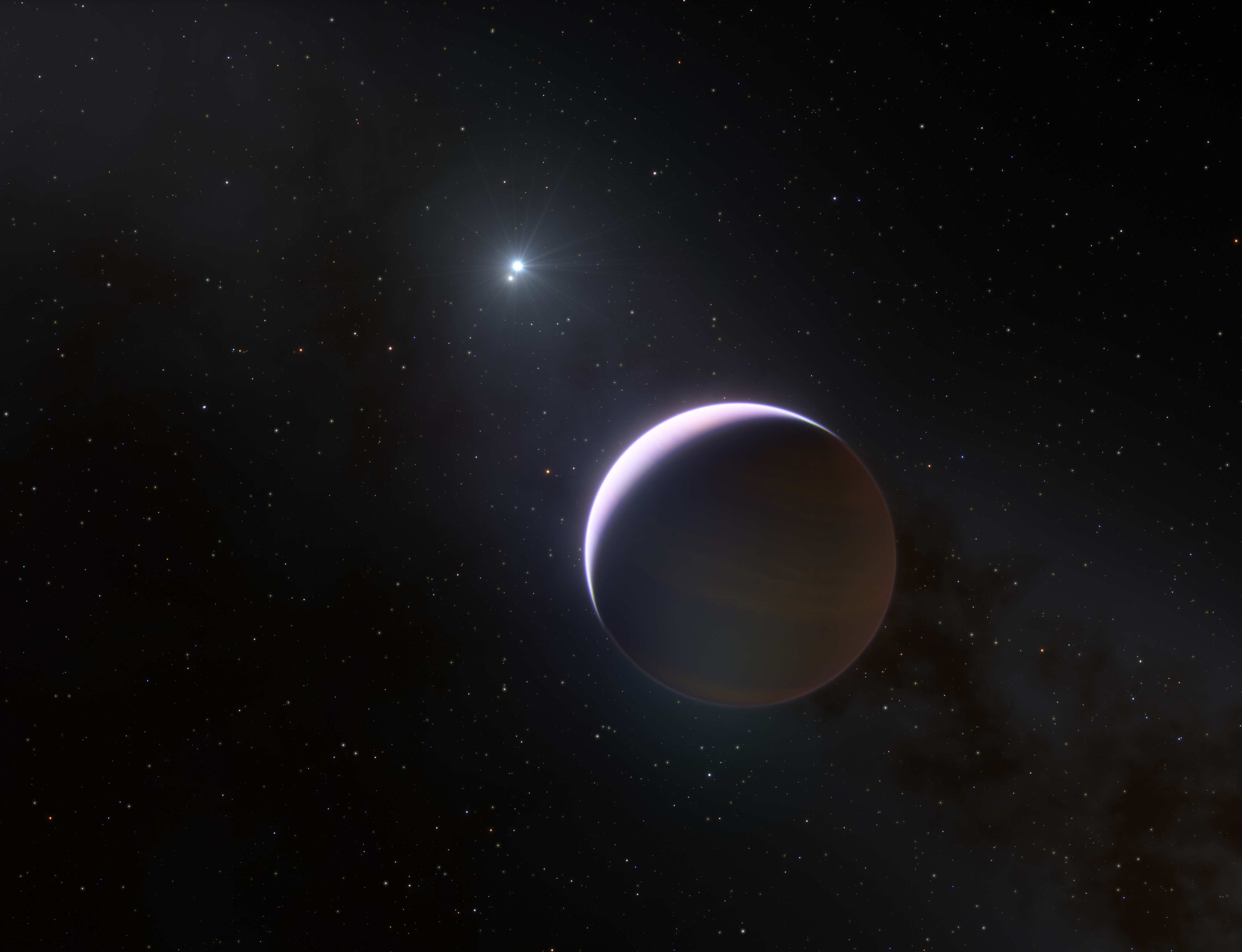
Künstlerische Darstellung von b Centauri und seinem Riesenplaneten b Centauri b.